# بعوضة سوداء اللوامس
بعوضة سوداء اللوامس (الاسم العلمي: Culex nigripalpus) هي نوع من الحشرات تتبع جنس البعوضة من الفصيلة البعوضيات.